# Jacob Mulenga
Jacob Mulenga (Kitwe, 12 februari 1984) is een Zambiaans voormalig voetballer die bij voorkeur als aanvaller (centrumspits) speelde. In 2022 stopte hij op 38-jarige leeftijd met voetballen. Mulenga debuteerde in 2004 in het Zambiaans voetbalelftal.

## Clubcarrière

### Afrisport FC
Mulenga begon zijn carrière bij de Zambiaanse derdedivisionist Afrisport FC, waarmee hij in 2003 promoveerde naar het tweede niveau. In december 2003 trainde Mulenga samen met landgenoot Collins Mbesuma op proef mee bij Stade Rennes. Beiden wisten echter niet te overtuigen, waarna Mulenga terugkeerde naar Afrisport FC. Daar kende hij een seizoen met onder meer vier doelpunten tijdens de eerste drie speeldagen.

### LB Châteauroux
In de zomer van 2004 vertrok Mulenga opnieuw naar Frankrijk, ditmaal samen met Billy Mwanza voor een proefperiode bij SC Bastia. Nadat de Corsicaanse club hem geen contract aanbood, toonde LB Châteauroux vervolgens interesse en tekende Mulenga daar een vierjarig contract. Mulenga werd daarmee, na Andrew Tembo in 1994 bij Olympique de Marseille, de tweede Zambiaan in een Franse profcompetitie.
Bij zijn debuut in de Ligue 2 scoorde Mulenga op 24 augustus 2004 beide doelpunten in de 2–0 overwinning op Chamois Niortais FC. Mulenga miste de tweede helft van het seizoen 2004/05 door verschillende blessures, zo kwam hij in zijn eerste seizoen tot negentien wedstrijden (vijftien als basisspeler) met zes doelpunten en nul assists.
Na zijn terugkeer in september 2005 kwam hij in zijn tweede seizoen tot 29 wedstrijden (vijftien als basisspeler),waarin hij zeven keer trefzeker was en nul keer een assists wist af te geven. Het seizoen 2006/07 was het eerste volledige seizoen zonder blessures bij de club, waarin hij in 41 wedstrijden (waarvan 33 als basisspeler) tot negen doelpunten en nul assists kwam.

#### Verhuur aan RC Strasbourg
Vanaf augustus 2007 werd Mulenga voor het seizoen 2007/08 uitgeleend aan RC Strasbourg, uitkomend in de Ligue 1. In dat seizoen kwam Mulenga uit in 22 wedstrijden (waarvan acht als basisspeler) voor de club, waarin hij één keer wist te scoren en nul keer een assist wist af te geven.

#### Terugkeer bij LB Châteauroux
Na zijn periode bij RC Strasbourg keerde Mulenga terug bij LB Châteauroux. In het seizoen 2008/09 kwam hij in 31 wedstrijden (waarvan 26 als basisspeler) elf keer tot scoren en wist hij twee assists af te geven.

### FC Utrecht
Eind mei 2009 werd bekend dat Mulenga transfervrij zou vertrekken naar FC Utrecht, dat na een teleurstellend seizoen op zoek was naar een spits en Mulenga een contract voor drie seizoenen (met een optie voor twee extra seizoenen) aanbood. Op 1 augustus 2009 maakte Mulenga in de eerste competitiewedstrijd tegen RKC Waalwijk direct zijn basisdebuut. Aan het eind van zijn eerste seizoen wist hij met FC Utrecht via de play-offs voor Europees voetbal een ticket voor de voorrondes van de UEFA Europa League te bemachtigen.
Via voorrondes tegen KF Tirana, FC Luzern en Celtic bereikte FC Utrecht in het seizoen 2010/11 de groepsfase van de UEFA Europa League. Mulenga speelde daarbij mee tegen Liverpool en Steaua Bukarest, waarna hij op 31 oktober 2010 in een competitiewedstrijd tegen ADO Den Haag zijn rechterkruisband scheurde. Een operatie volgende en Mulenga kwam de rest van seizoen niet meer in actie.
Op 14 augustus 2011 maakte hij in de tweede wedstrijd van het seizoen 2011/12 zijn rentree en bestempelde dit door een 0–2 achterstand tegen De Graafschap met twee treffers om te zetten in een 2–2 gelijkspel. In de opvolgende tien wedstrijden was Mulenga nog vijf keer trefzeker, waarna hij op 6 november 2011 tegen Ajax (6–4 winst) zijn linkerkruisband scheurde. Met een doelpunt en twee assists had Mulenga een belangrijk aandeel in de wedstrijd, waarna hij in minuut 65 het veld verliet. Hij speelde in de wedstrijd nog circa een halfuur geblesseerd door en benoemde later dat dit mede lag aan de trots die erbij komt kijken om een shirt van een club te mogen dragen. Door zijn blessure was Mulenga zo'n acht maanden uit de roulatie.
In het seizoen 2012/13 wist FC Utrecht wederom via de play-offs voor Europees voetbal een ticket voor de voorrondes van de UEFA Europa League te bemachtigen. Bij aanvang van het seizoen 2013/14 verloor de club in de uitwedstrijd met 2–1 van FC Differdange 03. Mulenga scoorde de enige Utrechtste treffer. In de met 3–3 gelijkgespeelde thuiswedstrijd was een hattrick van Mulenga vervolgens niet genoeg om de volgende ronde van de kwalificatie te bereiken.
FC Utrecht besloot door financiële redenen het in de zomer van 2014 aflopende contract van Mulenga niet te gaan verlengen. Spelers van buiten de Europese Unie hebben in Nederland namelijk recht op minimaal honderdvijftig procent van het gemiddelde salaris in de Eredivisie, waardoor Mulenga zo'n 450.000 euro per jaar verdiende. Wel had de club de mogelijkheid Mulenga voor het einde van zijn contract te verkopen, maar daarvoor vond men hem te belangrijk. Mulenga zelf begreep deze beslissingen. Later werd er nog naar de mogelijkheden voor een prestatiecontract gekeken, maar daar kwamen beide partijen niet uit.
In zijn periode bij FC Utrecht was hij door zijn werklust en inzet geliefd onder een groot deel van de supporters. Zo keek Quinten Timber, later zelf actief voor de Utrechtse club, in zijn jeugdperiode op tegen Mulenga. In totaal kwam Mulenga uit in 113 wedstrijden (waarvan 98 als basisspeler) voor de club, waarin hij 45 keer wist te scoren en negentien keer een assist wist af te geven.
Na zijn vertrek bij de club bleef hij nog gedeeltelijk in Utrecht wonen en was hij nog regelmatig in de stad te vinden. Zo was hij tijdens zijn periode in China bijna even vaak in Utrecht te vinden als dat hij in China zou zijn. In 2016 droeg hij met een bedrag van tweeduizend euro bij aan een sfeeractie voor tijdens de bekerfinale tegen Feyenoord (2–1 verlies).

### Adana Demirspor
Nadat er in de zomer van 2013 al Turkse interesse werd getoond in Mulenga, vertrok hij in augustus 2014 naar Adana Demirspor. In januari 2015 werd duidelijk dat Mulenga zijn contract zou hebben laten ontbinden. Op dat moment was hij de topscorer van de club. De reden van zijn vertrek was dat de club niet structureel voldeed aan de salarisbetalingen, met name tegenover zijn teamgenoten. Mulenga stelde de eis dat dit zou worden verbeterd, waarna hij door het uitblijven van de juiste veranderingen uiteindelijk vertrok. In totaal kwam Mulenga uit in vijftien wedstrijden (waarvan allemaal als basisspeler), waarin hij acht keer wist te scoren en één keer een assist wist af te geven.

### Shijiazhuang Ever Bright
Een week na zijn vertrek uit Turkije tekende Mulenga begin 2015 een contract bij het Chinese Shijiazhuang Ever Bright. Daar speelde hij samen met zijn landgenoten Stopilla Sunzu en James Chamanga. Na twee seizoenen in de Super League dedrageerde hij met Shijiazhuang Ever Bright naar de China League One. In totaal kwam Mulenga uit in 73 wedstrijden (waarvan 71 als basisspeler), waarin hij 27 keer wist te scoren en elf keer een assist wist af te geven.

### Liaoning Hongyun
In januari 2018 verruilde Mulenga Shijiazhuang Ever Bright voor Liaoning Hongyun. Daar speelde hij verschillende wedstrijden als aanvoerder en in februari 2019 verlengde Mulenga zijn contract tot aan het einde van 2020. Na een volgende contractverlenging werd in april 2020 bekend dat Mulenga de club had aangeklaagd omdat hij gedurende het gehele seizoen van 2019 zijn salaris niet had ontvangen en dat zijn handtekening was vervalst. In mei 2020 ging Liaoning Hongyun failliet, waarna hij in Nederland zijn conditie op peil hield bij onder meer PVCV en DHSC. In totaal kwam Mulenga uit in 47 wedstrijden (waarvan allemaal als basisspeler), waarin hij 22 keer wist te scoren en zes keer een assist wist af te geven.

### Go Ahead Eagles
Gedurende de periode na zijn vertrek bij Liaoning Hongyun twijfelde Mulenga meermaals over zijn toekomst als profvoetballer. Daarbij was hij kort op proef bij een club uit Praag. Via stadsgenoot Jordy Zuidam kwam Mulenga vervolgens in contact met Jan Willem van Dop (algemeen directeur van Go Ahead Eagles), wie hij al kende vanuit zijn periode bij FC Utrecht. Hierna sloot hij in september 2020 middels een stage aan bij het eerst elftal van de club uit Deventer. Een maand later tekende hij een eenjarig contract. In zijn eerste wedstrijd was hij direct trefzeker in de met 3-0 gewonnen thuiswedstrijd van FC Eindhoven. Na 69 minuten kwam hij in het veld en in minuut 83 tekende Mulenga voor de 2–0. In zijn eerste seizoen werd Go Ahead Eagles tweede in de Eerste Divisie, wat hen directe promotie naar de Eredivisie opleverde. Ook in het opvolgende seizoen bleef hij actief voor de club. In Deventer vervulde Mulenga uiteindelijk ook een rol als mentor in de richting van de jongere spelers uit de selectie.
In december 2021 maakte Mulenga een dag na de uitwedstrijd tegen FC Utrecht bekend aan het eind van het seizoen 2021/22 te stoppen als profvoetballer. Hij wilde graag afscheid nemen in een vol Stadion Galgenwaard, maar door de coronapandemie was dit niet mogelijk. Op 15 mei 2022 speelde hij zijn laatste wedstrijd. Na 71 minuten kwam hij in het veld, waarna hij in minuut 89 zijn afscheid bekroonde met een treffer. Vervolgens kreeg hij in minuut 92 een publiekswissel. In Deventer groeide Mulenga, net als in zijn periode bij FC Utrecht, uit tot een publiekslieveling. In totaal kwam Mulenga uit in vijftig wedstrijden (waarvan veertien als basisspeler), waarin hij zeven keer wist te scoren en één keer een assist wist af te geven.

## Clubstatistieken
| Seizoen                     | Club                        | Competitie                  | Competitie | Competitie | Beker | Beker | Internationaal | Internationaal | Overig | Overig | Totaal | Totaal |
| Seizoen                     | Club                        | Competitie                  | Wed.       | Dlp.       | Wed.  | Dlp.  | Wed.           | Dlp.           | Wed.   | Dlp.   | Wed.   | Dlp.   |
| --------------------------- | --------------------------- | --------------------------- | ---------- | ---------- | ----- | ----- | -------------- | -------------- | ------ | ------ | ------ | ------ |
| 2004/05                     | LB Châteauroux              | Ligue 2                     | 15         | 5          | 2     | 1     | 2              | 0              | 0      | 0      | 19     | 6      |
| 2005/06                     | LB Châteauroux              | Ligue 2                     | 25         | 6          | 4     | 1     | –              | –              | 0      | 0      | 29     | 7      |
| 2006/07                     | LB Châteauroux              | Ligue 2                     | 38         | 7          | 3     | 2     | –              | –              | 0      | 0      | 41     | 9      |
| Clubtotaal (eerste periode) | Clubtotaal (eerste periode) | Clubtotaal (eerste periode) | 78         | 18         | 9     | 4     | 2              | 0              | 0      | 0      | 89     | 22     |
| 2007/08                     | → RC Strasbourg             | Ligue 1                     | 22         | 1          | 0     | 0     | –              | –              | 0      | 0      | 22     | 1      |
| Clubtotaal                  | Clubtotaal                  | Clubtotaal                  | 22         | 1          | 0     | 0     | –              | –              | 0      | 0      | 22     | 1      |
| 2007/08                     | LB Châteauroux              | Ligue 2                     | 4          | 0          | 0     | 0     | –              | –              | 0      | 0      | 4      | 0      |
| 2008/09                     | LB Châteauroux              | Ligue 2                     | 27         | 9          | 4     | 2     | –              | –              | 0      | 0      | 31     | 11     |
| Clubtotaal (tweede periode) | Clubtotaal (tweede periode) | Clubtotaal (tweede periode) | 31         | 9          | 4     | 2     | –              | –              | 0      | 0      | 35     | 11     |
| 2009/10                     | FC Utrecht                  | Eredivisie                  | 29         | 8          | 1     | 0     | –              | –              | 4      | 2      | 34     | 10     |
| 2010/11                     | FC Utrecht                  | Eredivisie                  | 9          | 3          | 1     | 1     | 7              | 0              | 0      | 0      | 17     | 4      |
| 2011/12                     | FC Utrecht                  | Eredivisie                  | 11         | 7          | 1     | 0     | –              | –              | 0      | 0      | 12     | 7      |
| 2012/13                     | FC Utrecht                  | Eredivisie                  | 28         | 14         | 0     | 0     | –              | –              | 3      | 0      | 31     | 14     |
| 2013/14                     | FC Utrecht                  | Eredivisie                  | 16         | 5          | 1     | 1     | 2              | 4              | 0      | 0      | 19     | 10     |
| Clubtotaal                  | Clubtotaal                  | Clubtotaal                  | 93         | 37         | 4     | 2     | 9              | 4              | 7      | 2      | 113    | 45     |
| 2014/15                     | Adana Demirspor             | TFF 1. Lig                  | 15         | 8          | 0     | 0     | –              | –              | 0      | 0      | 15     | 8      |
| Clubtotaal                  | Clubtotaal                  | Clubtotaal                  | 15         | 8          | 0     | 0     | –              | –              | 0      | 0      | 15     | 8      |
| 2015                        | Shijiazhuang Ever Bright    | China Super League          | 30         | 13         | 0     | 0     | –              | –              | 0      | 0      | 30     | 13     |
| 2016                        | Shijiazhuang Ever Bright    | China Super League          | 12         | 0          | 0     | 0     | –              | –              | 0      | 0      | 12     | 0      |
| 2017                        | Shijiazhuang Ever Bright    | China League One            | 30         | 14         | 1     | 0     | –              | –              | 0      | 0      | 31     | 14     |
| Clubtotaal                  | Clubtotaal                  | Clubtotaal                  | 72         | 27         | 1     | 0     | –              | –              | 0      | 0      | 73     | 27     |
| 2018                        | Liaoning FC                 | China League One            | 25         | 14         | 0     | 0     | –              | –              | 0      | 0      | 25     | 14     |
| 2019                        | Liaoning FC                 | China League One            | 22         | 8          | 0     | 0     | –              | –              | 0      | 0      | 22     | 8      |
| Clubtotaal                  | Clubtotaal                  | Clubtotaal                  | 47         | 22         | 0     | 0     | –              | –              | 0      | 0      | 47     | 22     |
| 2020/21                     | Go Ahead Eagles             | Eerste divisie              | 28         | 6          | 3     | 0     | –              | –              | 0      | 0      | 31     | 6      |
| 2021/22                     | Go Ahead Eagles             | Eredivisie                  | 18         | 1          | 1     | 0     | –              | –              | 0      | 0      | 19     | 1      |
| Clubtotaal                  | Clubtotaal                  | Clubtotaal                  | 46         | 7          | 4     | 0     | –              | –              | 0      | 0      | 50     | 7      |
| Carrière totaal             | Carrière totaal             | Carrière totaal             | 406        | 129        | 22    | 8     | 11             | 4              | 7      | 2      | 444    | 143    |

## Interlandcarrière
Mulenga doorliep meerdere Zambiaanse jeugdelftallen, waarna hij vanwege zijn prestaties in de tweede divisie van Zambia in mei 2004 op twintigjarige leeftijd werd geselecteerd voor het nationale elftal voor een wedstrijd tegen Soedan. Zijn debuut volgde een maand later in de kwalificatie voor het WK 2006. Daarin scoorde hij direct zijn eerste doelpunt tegen Togo (1–0 eindstand).
De uiteindelijke derde plaats in de kwalificatie was voor Zambia niet genoeg om zich te kwalificeren voor het hoofdtoernooi. Wel wist het land zich ten koste van de Republiek Kongo en Mali te plaatsen voor de Afrika Cup 2006. Vanwege een blessure kwam Mulenga tijdens dit toernooi echter niet in actie. Twee jaar later behoorde Mulenga wel tot de basiself van het team tijdens de Afrika Cup 2008. Daar scoorde hij in de met 3–0 gewonnen wedstrijd tegen Soedan de tweede treffer. Zambia reikte in dit toernooi niet verder dan de groepsronde. Vier jaar later moest Mulenga zich door een blessure afmelden voor de door Zambia gewonnen Afrika Cup 2012. Tijdens de Afrika Cup 2013 deed Mulenga wel één groepswedstrijd mee tegen Ethiopië (1–1 gelijkspel). Ook tijdens deze editie kwam Zambia niet verder dan de groepsfase. In oktober 2014 speelde hij zijn laatste interland tegen Niger (3–0 winst). Tien minuten voor tijd kwam hij in het veld.

## Trainerscarrière
Na het beëindigen van zijn profcarrière voerde Mulenga in de zomer van 2022 gesprekken met FC Utrecht over een rol als spitsentrainer in de technische staf van Henk Fraser. Hieruit volgde uiteindelijk geen verbintenis. Eerder sprak hij zich uit ambitie te hebben om aan de slag te gaan als sportief directeur. Anderzijds vond Mulenga een rol als spelersadviseur of mentor ook interessante overwegingen. In maart 2023 werd bekend dat Mulenga stage zou gaan lopen bij de technische staf van FC Utrecht, op dat moment onder leiding van Michael Silberbauer. Na enkele maanden dagelijks te hebben meegelopen bij de technische staf, werd vanaf juli 2023 besloten dat Mulenga een functie als individueel trainer binnen de selecties van het eerste elftal en Jong FC Utrecht zou gaan vervullen. Dit samen met Willem Janssen en Urby Emanuelson. Mulanga focust zich daarbij, gezien zijn verleden, met name op de aanvallend ingestelde spelers.

## Privéleven
Mulenga is christen. Hij trouwde met een Nederlandse vrouw, waarmee hij kinderen heeft. Mulenga trok in Zambia onder andere vastgoed aan, waarbij hij het beheer bij een van zijn broers heeft ondergebracht. Daarnaast voorziet Mulenga verschillende lokale Zambiaanse voetbalclubs en voetballers van advies, bijvoorbeeld in de richting van Enock Mwepu en Patson Daka. In Nederland participeert hij in diverse ondernemingen.